# 泰国电话区号
泰国的电话号码由泰国国家广播和电信委员会（英文缩写：NBTC）进行管理，采用国际电信联盟E.164标准。

## 固定电话区号
固定电话区号以0开头，后接一位数字（2，适用于曼谷及周围地区）或两位数字（3,4,5,7开头，适用于其他地区），一个区号会被多个府共用。
泰国大部分地区的电话号码为6位数字，但曼谷直辖市、暖武里府、巴吞他尼府、沙没巴干府及佛统府普他蒙通县等以“2”为区号的地区的电话号码为7位数字。1980年之前，上述地区的固定电话号码为6位数字。1980年，这些地区的电话号码升为7位数字，以满足民众需求。七位电话号码中，首位为地区代码，第二位为运营商代码，但这代码通常指向泰国电信，因其已近乎垄断泰国固定电话市场。
因此，一个完整的泰国电话号码含有9位数字（包含作为长途码的首位“0”）。书写电话号码时，会在区号与电话号码之间以“-”分隔。例如：
- 曼谷的“2134567”号码：02-2134567
- 呵叻府的“213456”号码：044-213456

需要注意的是，由于泰国自2001年起采用封闭拨号系统，因此使用泰国的固定电话拨打另一泰国固定电话时，无论区号是否相同都须加拨“0”。例如，拨打曼谷的“2134567”号码时：
- 泰国全境：02-2134567
- 泰国境外：+66-2-2134567（此时应省略“0”）

以下列出泰国各地固定电话区号，其中首位“0”省略：

### 2字头
- 2 — 曼谷直辖市、暖武里府、巴吞他尼府、沙没巴干府、佛统府普他蒙通县（英语：Amphoe Phutthamonthon）

### 3字头
- 32 — 碧武里府、巴蜀府、叻武里府
- 34 — 北碧府、佛统府（普他蒙通县（英语：Amphoe Phutthamonthon）除外）、沙没沙空府、夜功府
- 35 — 红统府、大城府、素攀府
- 36 — 华富里府、沙拉武里府、信武里府
- 37 — 那空那育府、巴真府、沙缴府
- 38 — 差春骚府、春武里府、罗勇府
- 39 — 庄他武里府、达叻府

### 4字头
- 42 — 汶干府、黎府、穆达汉府、那空拍侬府、农磨兰普府、廊开府、沙功那空府、乌隆府
- 43 — 加拉信府、孔敬府、马哈沙拉堪府、黎逸府、碧差汶府南瑙县（英语：Amphoe Nam Nao）
- 44 — 武里南府、猜也奔府、那空叻差是玛府、素林府
- 45 — 安纳乍伦府、四色菊府、乌汶府、益梭通府

### 5字头
- 52、53 — 清迈府、清莱府、南奔府、夜丰颂府
- 54 — 南邦府、难府、帕尧府、帕府
- 55 — 甘烹碧府、彭世洛府、素可泰府、达府、程逸府、披集府三昂县（英语：Sam Ngam District）及瓦栖拉巴拉米地区（英语：Wachirabarami District）
- 56 — 猜纳府、沙没巴干府、碧差汶府（南瑙县（英语：Amphoe Nam Nao）除外）、披集府（三昂县（英语：Sam Ngam District）及瓦栖拉巴拉米地区（英语：Wachirabarami District）除外）、乌泰他尼府

### 7字头
- 73 — 那拉提瓦府、北大年府、也拉府
- 74 — 博他仑府、沙敦府、宋卡府
- 75 — 甲米府、那空是贪玛叻府、董里府
- 76 — 攀牙府、普吉府
- 77 — 春蓬府、拉廊府、素叻他尼府

## 移动电话及IP网络电话区号
移动电话及IP网络电话区号同样以0开头，后接两位数字（移动电话为8,9开头，网络电话为6开头）。
一般情况下，这些电话的区号取决于电话号码的运营商。在多次整合之后，泰国现时主要有AIS、True、及DTAC三间运营商。由于现有的号码资源将要用尽，三间运营商目前也开始有共用区号，并以电话号码的首位数字区分运营商。
移动电话及网络电话均为三位区号加上七位电话号码，例如081-2345678。
泰国的移动电话均使用GSM 900/1800MHz频段。
以下列出泰国移动电话及网络电话电话区号，其中首位“0”省略，粗体为IP网络电话区号：

### 6字头
- 60 — True Move
- 61-63 — AIS
- 68 — 泰国电信

### 8字头
- 80-(0-2、6)、81-(0-2、7-9)、82、84、85-4、87 — AIS
- 80-3、83、86、88 — True Move
- 80-(4、5)、81-(3-6)、85-(0-3、5-9)、89 — DTAC

### 9字头
- 90-(0、2-8)、91、99 — DTAC
- 90-1、92 — AIS
- 90-9 — True Move H

## 特殊电话号码
- 100 — 通用电话服务（曾为固话及传真机故障申报台）
- 101 — 国内电话服务支持（将并入100）
- 1100 — 泰国电信服务电话
- 1111 — 泰国政府呼叫中心
- 1112 — 品奇披萨
- 1133 — 固话查号台
- 1155 — 旅游警察
- 1175 — AIS服务电话
- 1188-xxx-xxx — 分页服务（已取消）
- 1193 — 高速公路警察
- 1331 — True Move及True Move H服务电话
- 1401-xxx-xxx — 免费电话
- 02-1321888 — 素万那普机场航班查询
- 02-5351192 — 泰国境内其他机场航班查询
- 1669 — 紧急医疗服务电话
- 1678 — DTAC服务热线
- 1691 — 急救服务中心
- 1800-xxx-xxx — 免费电话（限固定电话拨打）
- 1900-xxx-xxx — 特别电话号码
- 191 — 通用紧急电话
- 199 — 火警